# Red de Accesos de la Ciudad de Córdoba
La Red de Accesos a Córdoba es un conjunto de importantes avenidas, autovías, autopistas y vías férreas que conectan la ciudad de Córdoba (Argentina) con otras ciudades y localidades del interior.
Esta red es muy compleja y eso la convierte como la segunda ciudad argentina con una red distribuida y compleja de ingresos viales.
Tiempos antes de la década de 1960, la ciudad de Córdoba no estaba bien preparada en lo que a accesibilidad se refiere, por ello requería un importante cambio, como Córdoba tiene más de siete accesos por punto cardinal entre rutas y vías de ferrocarril y, en esá época se llevó a cabo el mayor crecimiento poblacional, la medida requería importantes obras en la infraestructura vial.
Así se comenzó con la construcción del Anillo de Circunvalación también pensado para que el tránsito pesado no cruce la ciudad y provoque caos. La autopista si bien está terminada, está en obras para ensancharla en un sector y pronto estará terminada.
Pero esta red no solo contiene avenidas, de las cuales el 98% de ellas llegan directamente al centro de la capital, sino que incluye vías férreas. De los diez ingresos, actualmente cinco están en uso, cuatro de ellos bajo el mando de Nuevo Central Argentino, y solo uno por Belgrano Cargas. Aunque existe un proyecto de restauración de un ingreso y que estaría integrándose a la red del Ferrourbano local.

## Accesos Viales

### Red Norte
| ACCESOS                         |                                                      | |
| Acceso                          | Avenida                                              | Procedencia                                                                                                |
| E-54                            | Av. Rafael Núñez - Av. Donato Álvarez                | Villa Allende, Mendiolaza, Unquillo, Río Ceballos.                                                         |
| E-53                            | Av. Monseñor P.Cabrera - Avenida La Voz del Interior | Río Ceballos, Salsipuedes, Ascochinga, Aeropuerto Internacional Ingeniero Ambrosio Taravella.              |
| Variante Juárez Celman          |                                                      | Jesús María, Colonia Caroya, Cerro Colorado, Santiago del Estero, San Miguel de Tucumán, Salta, La Quiaca. |
| RN 9                            | Avenida Juan B.Justo                                 | Jesús María, Santiago del Estero, San Miguel de Tucumán, Ciudad de Salta, La Quiaca.                       |
| A-174 Camino a Colonia Tirolesa | Avenida Rancagua                                     | Colonia Tirolesa.                                                                                          |

### Red Sur
| ACCESOS                    |                              |                                                          |
| Acceso                     | Avenida                      | Procedencia                                              |
| RN 9                       | Av. Sabattini                | Toledo, Río Segundo, Villa María, Rosario, Buenos Aires. |
| Camino Interfabricas       | Avenida General Savio        | Une Camino 60 Cuadras con Ruta Nac. 9 Sur                |
| A-102 Camino a 60 Cuadras  | Avenida 11 de septiembre     | Aeródromo Coronel Olmedo                                 |
| A-103 Camino a San Carlos  | Avenida Bernardo O'Higgins   | Comuna de San Carlos                                     |
| A-104 Camino a San Antonio | Avenida Ciudad de Valparaíso | Bower, San Antonio                                       |
| RN 36                      | Av. Vélez Sársfield          | Despeñaderos, San Agustín, Almafuerte, Río Cuarto.       |
| RP 5                       | Avenida Armada Argentina     | Alta Gracia, Dique Los Molinos, Calamuchita.             |

### Red Este
| ACCESOS |                                              |                                                         |
| Acceso  | Avenida                                      | Procedencia                                             |
| AU 9    |                                              | Pilar, Villa María, Bell Ville, Marcos Juárez, Rosario. |
| RN 19   | Avenida Rincón                               | Arroyito, Miramar, San Francisco, Santa Fe.             |
| RP A088 | Avenida Malvinas Argentinas - Avenida Bulnes | Monte Cristo, Miramar, San Francisco.                   |
| RP A112 | Av. A. Capdevila                             | Santa Rosa de Río Primero.                              |

### Red Oeste
| ACCESOS               |                                        |                                                                            |
| Acceso                | Avenida                                | Procedencia                                                                |
| U-110 Camino a Saldan | Av. Ricardo Rojas                      | Saldán, La Calera.                                                         |
| U-109                 | Av. Recta Martinoli                    | Saldán, La Calera.                                                         |
| E-55                  | Av. Colón - Avenida Ejército Argentino | La Calera, Bialet Massé, La Falda, Capilla del Monte, Cruz del Eje.        |
| U 304                 | Variante Pueyrredón                    | Villa Carlos Paz, Mina Clavero, Cosquín, La Falda, Cruz del Eje, San Juan. |
| AU 20                 | Av. Fuerza Aérea                       | Villa Carlos Paz, Mina Clavero, Cosquín, La Falda, Cruz del Eje, San Juan. |
| A 73                  | Variante Costa Azul                    | Cosquín, La Falda, Cruz del Eje.                                           |

Además de los accesos mencionados anteriormente, forman parte de la Red de Accesos de la Ciudad de Córdoba la Variante Pueyrredón y la Variante Costa Azul.

## Accesos Férreos

### Red Norte
| ACCESOS           |                                       |            |     |
| Empresa           | Destinos                              | Estado     | Uso |
| Ferrocarril Mitre | Jesús María, Deán Funes, Cruz del Eje | Clausurado |     |

### Red Sur
| ACCESOS                 |                                                                |                |                               |
| Empresa                 | Destinos                                                       | Estado         | Uso                           |
| Nuevo Central Argentino | Toledo, Río Segundo, Villa María, Rosario, Buenos Aires        | Funcionamiento | Mercancías                    |
| Ferrocentral            | Toledo, Río Segundo, Villa María, Rosario, Buenos Aires        | Funcionamiento | Traslado de Pasajeros         |
| Ferrocarril Mitre       | Alta Gracia, Despeñaderos, San Agustín, Almafuerte, Río Cuarto | Clausurado     | Integraría red de Ferrourbano |

### Red Este
| ACCESOS           |                                        |         |            |
| Empresa           | Destinos                               | Estado  | Uso        |
| Belgrano Cargas   | Monte Cristo, Miramar, San Francisco   | Abierto | Mercancías |
| Ferrocarril Mitre | Río Primero, Santa Rosa de Río Primero |         |            |

### Red Oeste
| ACCESOS                 |                                                                             |         |                     |
| Empresa                 | Destinos                                                                    | Estado  | Uso                 |
| Ferrocentral            | La Calera, Bialet Massé, Cosquín, La Falda, Capilla del Monte, Cruz del Eje | Abierto | Tren de las Sierras |
| Nuevo Central Argentino | Canteras de Malagueño                                                       | Abierto | Mercancías          |